# Sippenaeken
Sippenaeken (nld. Sippenaken, niem. Sippenaachen, lim. Sippenake, grp. Sépenaake) – dzielnica (section) gminy Plombières w Belgii, w Regionie Walońskim, w prowincji Liège, w okręgu Verviers. 1 stycznia 2020 roku liczyła 258 mieszkańców. Do 31 grudnia 1976 r. samodzielna gmina.

## Demografia
Liczba mieszkańców, stan na 1 stycznia:
| Rok                | 1930 | 1947 | 1961 | 2020 |
| ------------------ | ---- | ---- | ---- | ---- |
| Liczba mieszkańców | 325  | 299  | 247  | 258  |